# Инфанты Арагона

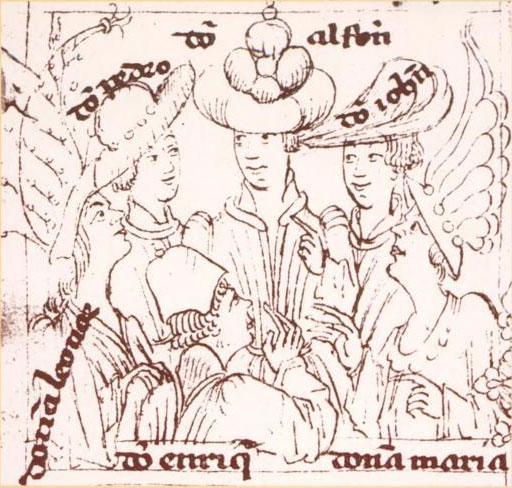
Инфанты Арагонские (по часовой стрелке сверху): Альфонсо, Хуан, Мария, Энрике, Леонор и Педро.

Инфанты Арагона (исп. Los Infantes de Aragón) — название, обычно используемое испанскими историками для обозначения группы инфантов  (принцев) XV века из дома Трастамара, в частности сыновей короля Фердинанда I Арагонского и его жены Элеоноры де Альбуркерке:
- Инфант Альфонсо (1396—1458), будущий Альфонсо V Великодушный, король Арагона, Валенсии, Майорки, граф Барселоны (1416—1458), Неаполя (1435—1458) и Сицилии (1416—1458)
- Инфанта Мария (1396—1445) — Мария Арагонская, первая жена короля Кастилии Хуана II (1420—1445)
- Инфант Хуан (1398—1479) — будущий Хуан II, король Наваррский (1425—1479), позднее король Арагона, Валенсии, Майорки, Сицилии, Сардинии и Корсики, граф Барселоны (1458—1479)
- Инфант Энрике (1400—1445) — Генрих Арагонский, герцог Вильена (1420—1445), граф де Альбуркерке (1435—1445), граф Ампурьяс (1436—1445) и великий магистр ордена Сантьяго (1409—1445)
- Инфанта Леонора (1402—1445) — Элеонора Арагонская, супруга Дуарте I, короля Португалии (1428—1445)
- Инфант Педро (1406—1438) — Педро Арагонский, граф де Альбуркерке и герцог Ното
- Инфант Санчо (1410—1416) — Санчо Арагонский, магистр ордена Алькантары (1410—1416), преждевременно скончавшийся.

## История
Смерть короля Энрике III Кастильского в 1406 году оставила корону Кастилии в руках малолетнего сына, Хуана II Кастильского. В своем завещании Энрике III назначил своего брата, инфанта Фердинанда Антекерского, регентом при молодом короле. Фердинанд использовал это положение, чтобы обеспечить продвижение своих собственных детей. После смерти бездетного короля Мартина Арагонского в 1410 году, оставившего корону Арагона без наследников, по соглашению Каспе в 1412 году, кастильский принц Фердинанд Антекерский был избран королем Арагона, Валенсии и Барселоны.
После преждевременной смерти Фердинанда в 1416 году ему наследовал его старший сын Альфонсо V Арагонский. Но честолюбивые младшие сыновья, в особенности инфанты Хуан и Энрике — «инфанты Арагона» — уже обосновались с обширными поместьями в Кастилии и стремились доминировать в политической жизни во время правления своего впечатлительного кузена, короля Хуана II Кастильского. В июле 1420 года инфант Генрих организовал переворот в Тордесильясе, лишил власти противостоящих дворян и захватил эффективный контроль над кастильским правительством. В ноябре того же года инфанты устроили свадьбу своей сестры Марии Арагонской с Хуаном II Кастильским, укрепляя тем самым свою власть (они также устроили взаимный брак сестры Хуана II Марии Кастильской со своим старшим братом Альфонсо V).
Но король Хуан II Кастильский обратился к кастильскому гранду Альваро де Луне, вскоре ставшему коннетаблем Кастилии, чтобы организовать контрпереворот и принудить инфанта Энрике к изгнанию в Арагон. Но к 1427 году Альваро де Луна впал в немилость короля, и инфант Энрике вернулся в Кастилию и восстановил большую часть своих прежних сил.
В 1425 году инфант Хуан женился на королеве Бланке I Наваррской, став королем-консортом Наварры. Их младшая сестра Элеонора вышла замуж за короля Португалии Дуарте I в 1428 году. Династия Трастамара пустила корни в каждом иберийском королевстве, вдобавок к своим обширным владениям в самой Кастилии.
Положение «инфантов Арагона» казалось непреодолимым. Но Хуан II Кастильский снова обратился к констеблю Альваро де Луне, чтобы изгнать их. Инфанты пользовались поддержкой высшей кастильской знати и (разумеется) Арагона и Наварры, но констебль объединил против них коалицию мелких дворян и бюргеров. Длительная политическая и военная борьба между Альваро де Луной и инфантами Арагона, сопровождавшаяся чередой успехов и неудач, характеризовала большую часть правления Хуана II.
Инфанты были окончательно разбиты в первой битве при Ольмедо в 1445 году, где инфант Энрике умер от ран. Альваро де Луна пользовался недолгим господством вплоть до 1454 года, когда вторая жена Хуана II, Изабелла Португальская, добилась его отставки.
Старший брат из инфантов, король Альфонсо V Арагонский, скончался в 1458 году, и ему наследовал его младший брат, инфант Хуан Наваррский, который стал королем Хуаном II Арагонским.
Хуан II (Арагонский) скончался в 1479 году. Его сын и преемник Фердинанд II Арагонский женился в 1469 году на дочери Хуана II Кастильского Изабелле I Кастильской, положив начало правлению католических монархов Испании.